# Plateau du Djado
 (juillet 2015).

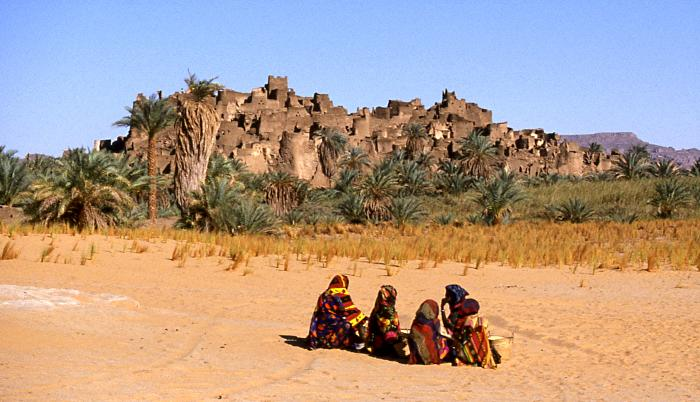
Femmes toubous devant le Djado.

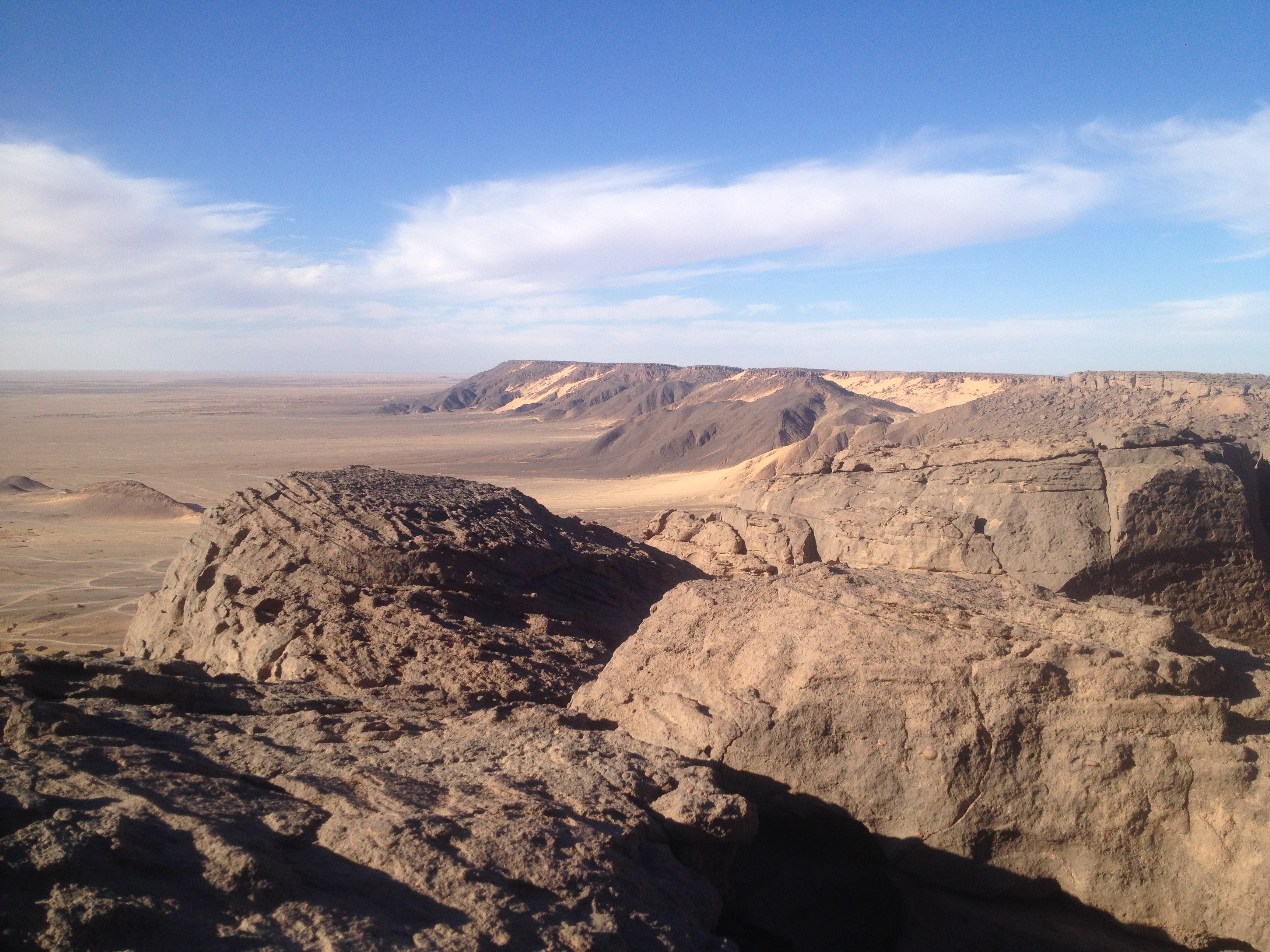
Vue sur le désert depuis le sommet du Djado.

Le plateau du Djado est un petit massif d'environ 20 000 km2 au nord-est du Niger. L'unique ville de ce massif est Dirkou, même s'il reste des villes et forts abandonnés. La région est connue pour l'art des cavernes (souvent dépeignant de gros mammifères longtemps absents du Djado). 

## Géographie

### Géographie physique
Trois plateaux gréseux  aux environs de 1 000 mètres d'altitude le constituent et entourent la grande plaine de Madama.
Il est encerclé au nord par le plateau du Manguéni, à l'est par celui de Tchigaï et au sud par le Grand erg de Bilma. Ensuite à l'ouest, s'étendent le Ténéré et la plaine de Tafassasset. 
Le plateau du Djado est l'unique îlot de végétation et la seule étape possible entre le monde des toubous à l'est et le monde des touaregs à l'ouest.
Le Djado est difficile d'accès, la seule route permettant d'atteindre le massif passe par Agadez ; c'est la route ancestrale des caravanes qui transportent le sel entre Agadez et les salines de Bilma.

### Géographie humaine

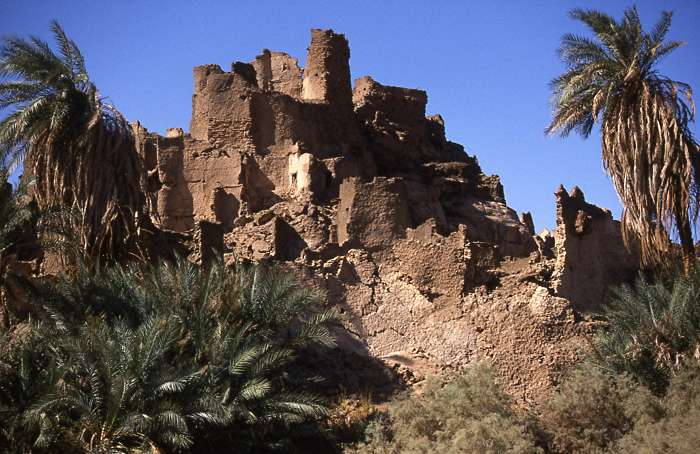
Ruines de la vieille cité de Djado.

Seule étape possible entre le monde des toubous à l'est et le monde des touaregs à l'ouest, le Djado est difficile d'accès. Les magnifiques ruines des villes fortifiées de Djado et Djaba s'ensablent petit à petit dans l'oubli. Leur accès est très difficile. Une seule route, passant par Agadez, permet de parvenir au plateau ; c'est la route traditionnelle des caravanes de sel entre Agadez et Bilma. La ville de Djado domine les alentours sur son petit éperon gréseux, formé d'une forteresse en terre crue. Elle est aujourd'hui abandonnée mais fut autrefois très prospère grâce à ses salines. Ses habitants l'ont fui à cause des moustiques qui infestent ses palmeraies la nuit tombée. Les toubous y viennent seulement en été pour récolter les dattes qui y poussent en quantité. À la bordure nord des palmeraies, au lieu-dit Titilibé, se trouvent des gravures rupestres (sur rocher) d'animaux absents depuis longtemps (éléphants, hippopotames, girafes, autruches, bovidés) et de scènes de chasse attestant l'humidité de la région dans son passé préhistorique. 

## Histoire
Il fut exploré par des Européens pour la première fois en 1906 par une caravane française menée par le commandant Gabel.